# Noda
Noda (野田市; -shi) é uma cidade japonesa localizada na província de Chiba.
Em 2003 a cidade tinha uma população estimada em 150 823 habitantes e uma densidade populacional de 1 456,66 h/km². Tem uma área total de 103,54 km².
Recebeu o estatuto de cidade a 3 de Maio de 1950.

## Economia
A sede da empresa alimentar Kikkoman situa-se nesta cidade. A cidade também é famosa por ser a sede da Bujinkan Budo Taijutsu, do mestre Masaaki Hatsumi, soke de 9 escolas de Ninjutsu.